# Jacek Gałuszka
Jacek Gałuszka (ur. 8 stycznia 1965 w Gorlicach) − były polski dominikanin, kompozytor muzyki scenicznej oraz liturgicznej.

## Życiorys
Wstąpił do zakonu w 1985, śluby wieczyste złożył 15 września 1991, święcenia kapłańskie przyjął 6 czerwca 1992. Duszpasterz Duszpasterstwa Akademickiego Beczka w latach 1992–1994, następnie wspólnoty Odnowy w Duchu Świętym "Nowe Życie" w latach 1994-1996. Dyrektor Dominikańskiego Ośrodka Liturgicznego w Krakowie w latach 1993-1995. Twórca i pierwszy dyrektor Dominikańskiego Ośrodka Informacji o Nowych Ruchach Religijnych i Sektach od 1995.  W 1999 porzucił kapłaństwo i opuścił zakon. Poza klasztorem prowadził działalność w branży mediów i reklamy, a następnie został instruktorem szkolenia psów.

## Kompozycje
Był zaangażowany w odnowę muzyki liturgicznej. Uczestniczył w przygotowaniu i napisał wstęp do popularnego śpiewnika dominikańskiego "Niepojęta Trójco". Przed opuszczeniem zakonu komponował głównie utwory o tematyce religijnej. Jest autorem muzyki do znanych pieśni: "Oto są Baranki młode", "Będę śpiewał na cześć Pana", "Ojcze spraw", "Światłem i zbawieniem mym", "Chwała Tobie, Boże". Od roku 1999 komponuje muzykę relaksacyjną i terapeutyczną.

## Działalność w zakresie szkolenia psów
Od 2002 zajmuje się szkoleniem psów. Należy do IIACAB (International Institute for Applied Companion Animal Behavior), zrzeszającego osoby zajmujące się szkoleniem psów metodami opartymi na pozytywnym wzmocnieniu. Związał się z Fundacją Alteri, gdzie od 2004 prowadzi wykłady dla instruktorów szkolenia psów pomagających osobom niepełnosprawnym ruchowo. Po opuszczeniu Fundacji Alteri założył Szkołę Przyjaciół Psów "Wesoła Łapka". Wywiady z Jackiem Gałuszką ukazywały się wielokrotnie m.in. w "Dzienniku Zachodnim", miesięczniku "Mój Pies". W ramach portalu Onet.pl występuje jako ekspert w dziale poświęconym psom. Był jednym z wykładowców w COAPE (Centre Of Applied Pet Ethology) Polska. Obecnie należy do stowarzyszenia IACP (International Association of Canine Professionals)

## Muzyka do przedstawień teatralnych
- 1995 – Trucizna teatru Rodolf Sirera w Teatr im. Ludwika Solskiego w Tarnowie, w reż. Marek Pasieczny – premiera: 22.01.1995
- 1995 Kowal Malambo Tadeusz Słobodzianek w reż. Marek Pasieczny w Teatr Bałtycki im. Juliusza Słowackiego w Koszalinie – premiera: 26.03.1995
- 1999 – Pinokio Carlo Collodi w reż. Marek Pasieczny w Teatr Współczesny Szczecin. Nagroda Bursztynowy Pierścień za najlepszy spektakl roku

## Muzyka do filmów
Skomponował utwory do filmów:
- 1997 – "Posłuchaj córko..." w filmie "Za i przed klauzurą"
- 1994 – "Są od zawsze" w filmie "Za i przed klauzurą"
- 1993 – "Święty Franciszek słucha rocka" w filmie "Za i przed klauzurą"
- 1993 – "Światła Góry Karmel" w filmie "Za i przed klauzurą"
- 1993 – muzyka do filmu "Święty Jacek"

## Publikacje
- Jacek Gałuszka: Aria, do mnie! – skuteczna nauka przywołania. Łódź: Galaktyka, 2007. ISBN 978-83-89896-95-7. (pol.). Brak numerów stron w książce
- Jacek Gałuszka: Aria, równaj! – skuteczna nauka chodzenia na luźnej smyczy. Łódź: Galaktyka, 2011. ISBN 978-83-75791-88-4. (pol.). Brak numerów stron w książce
- Jacek Gałuszka: ARIA, NIE! – skuteczne sposoby rozwiązywania problemów. Łódź: Galaktyka, 2013. ISBN 978-83-7579-274-4. (pol.)